# Вімаладітья
Вімаладітья (*д/н — 1018) — магараджа держави Східних Чалук'їв.

## Життєпис
Син магараджи Данарнави. 973 року після повалення батька Джата Чода Бхімою разом з братом Шакті-варманом втік до держави Чола. 1000 року за допомоги паракесарі Раджараджа Чола I було повалено магараджу Джата Чода Бхіму. Трон зайняв брат Вімаладітьї.
1011 року після смерті Шакті-вармана I став новим магараджею. Спирався на підтримку держави Чола. Водночас намагався замиритися з кланом Телугу-Чода, оженившись на її представниці Меламі.
Активно підтримував джайнізм, запрошуючи численних гуру. Помер 1018 року, після чого почалася боротьба між його синами Вікрамадітьєю і Вішну-вардханом VIII.